# A fazekas jóslata
A fazekas jóslata ókori egyiptomi irodalmi mű. Az i. e. 3. században keletkezett, eredetileg démotikus egyiptomi nyelven íródott, de csak görög fordításban maradt fenn öt papiruszon. A keretbe foglalt történet főszereplője, a jövendölő – szokatlan módon – nem írnok, hanem egy fazekas (ez utalás lehet Hnumra, a fazekasistenre, aki fazekaskorongján teremti az embereket és más élőlényeket. A fazekas talán az ő inkarnációja.
A kerettörténet a Graf 29787 papiruszon maradt fenn az i. sz. 2. évszázadból. A fazekas szentségtörés vádjával kerül Amenhotep fáraó udvarába, ahol transzban mondja el jövendöléseit, a király pedig feljegyezteti ezeket. A jövendölés elmondása után a fazekas meghal, a fáraó pedig Héliopoliszban temetteti el; a feljegyzett próféciát elteszi a szent levéltárba, hogy mindenki hozzáférhessen.
Maguk a jövendölések két i. sz. 3. századbeli papiruszon maradtak fenn, a Rainer 19813 és az Oxyrynchus 2332 papiruszon, kissé eltérő változatban. Ezek a természeti és társadalmi rend felborulását írják le az idegen uralom alatt. A szöveg szerint Széth követői, az „övviselők” igazságtalanul uralkodnak, de miután megölik egymást, városuk elhagyatottá válik, Ptah pedig visszatér Memphiszbe Ámonnal és Saival; a szent szobrokat is visszaviszik Egyiptomba. Az új, igazságos király ötvenöt évig uralkodik. A szöveg említi Harsziésze lázadását is, amire i. e. 131-130-ban került sor.
A görög szöveg Széthet Tüphónként, Ptahot Héphaisztoszként említi, az igazságtalan uralkodók Egyiptom hellenisztikus görög urai, városuk Alexandria. Sai a sors egyiptomi istene, őt a görög szöveg Agathosz Daimónnal, Alexandria védőistenével azonosítja. Míg a szöveg Memphiszt név szerint említi, Alexandriára csak „a tenger melletti város”-ként és „az idegenek városa”-ként utal, a kor felfogásának megfelelően nem tekinti Egyiptom részének. Amenhotep a XVIII. dinasztia fáraói közül az egyik, a szöveg nem azonosítja konkrétan, melyikükről van szó.
A szöveg stílusában és témájában hasonlít a középbirodalmi prófáciákhoz, például Noferti próféciáihoz.